# Promachus trichozonus
Promachus trichozonus là một loài ruồi trong họ Asilidae. Promachus trichozonus được Loew miêu tả năm 1858.